# Kotešica
Kotešica (en serbe cyrillique : Котешица) est un village de Serbie situé sur le territoire de la Ville de Valjevo, district de Kolubara. Au recensement de 2011, il comptait 566 habitants.

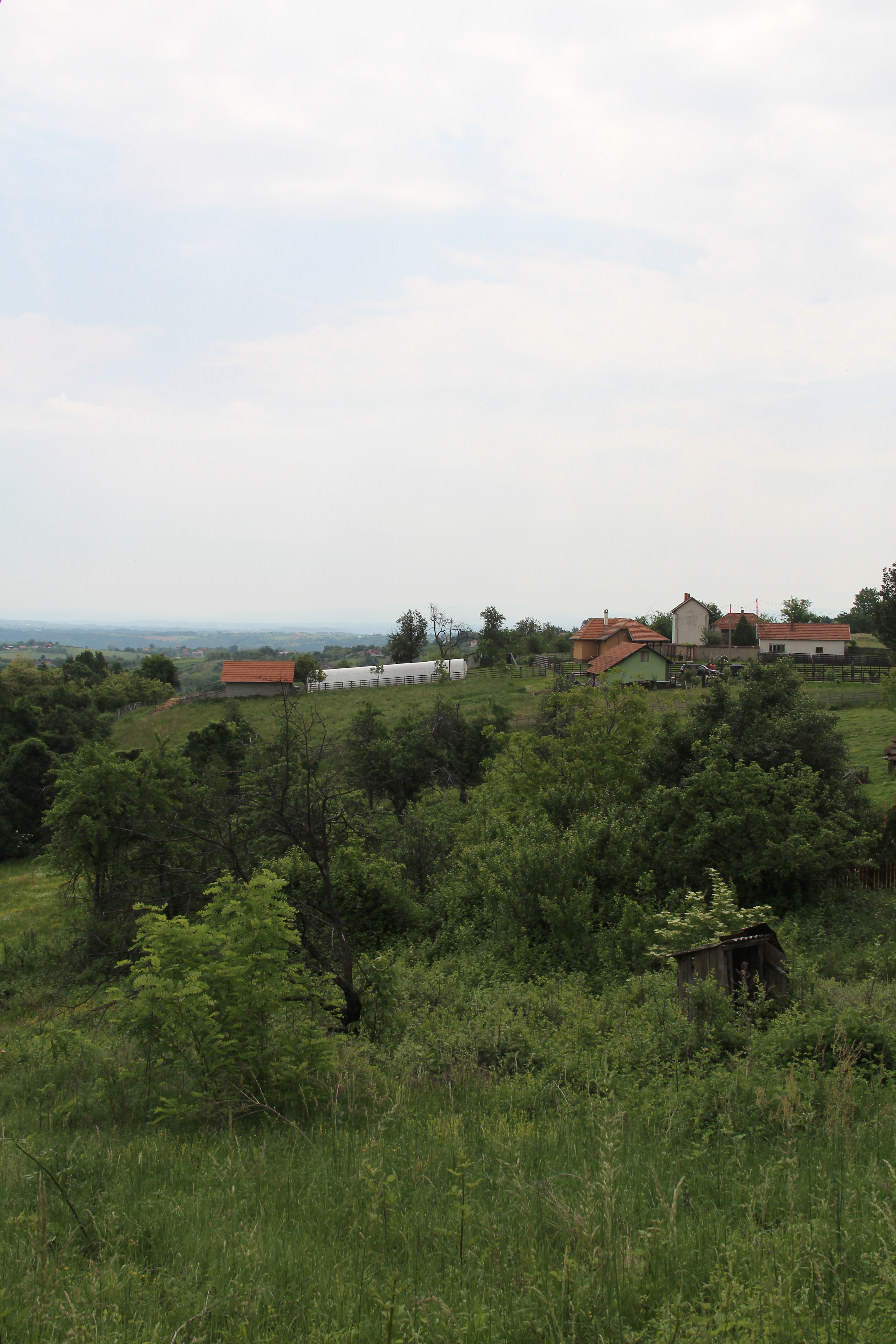
Kotesica - panorama
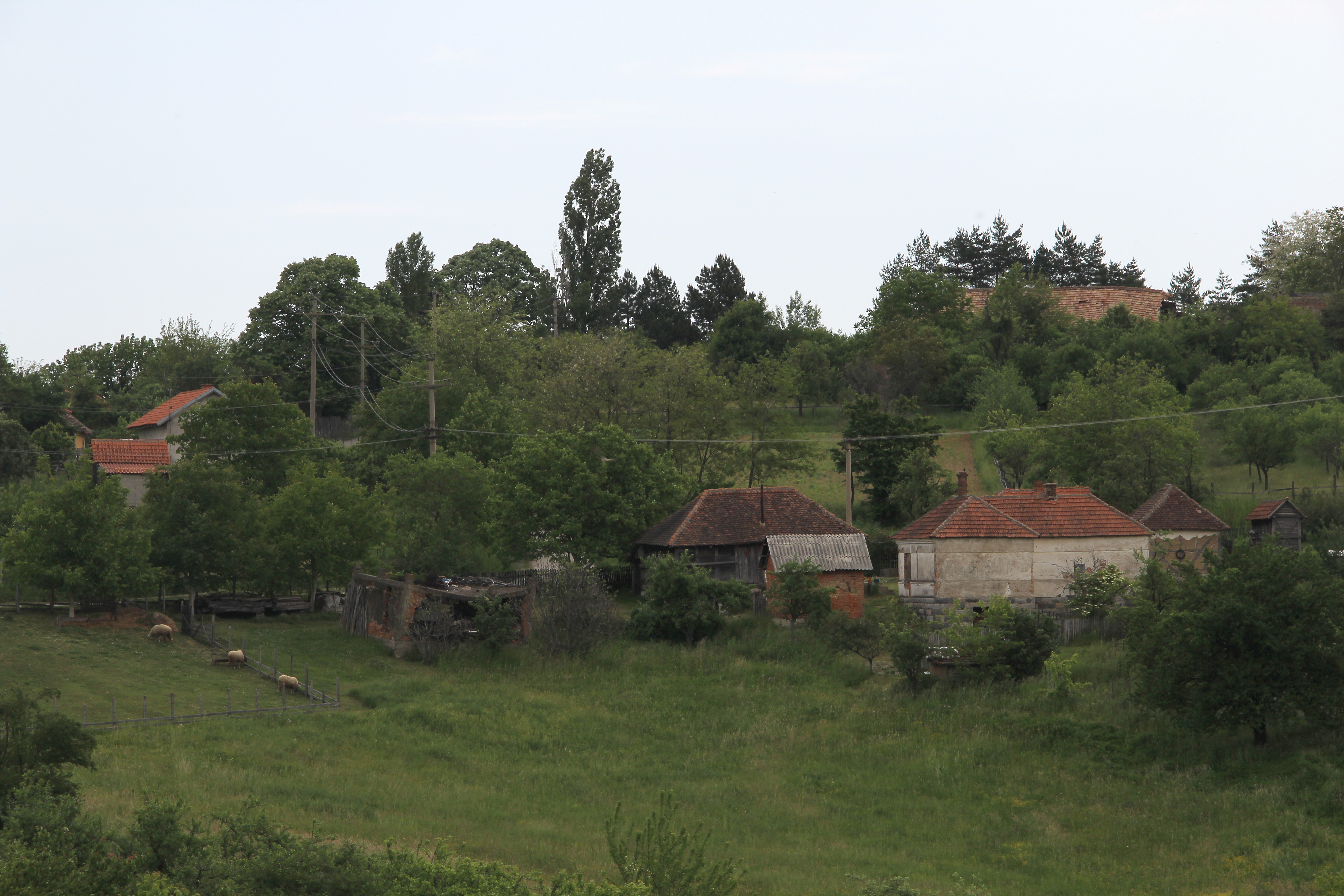
Kotesica - panorama
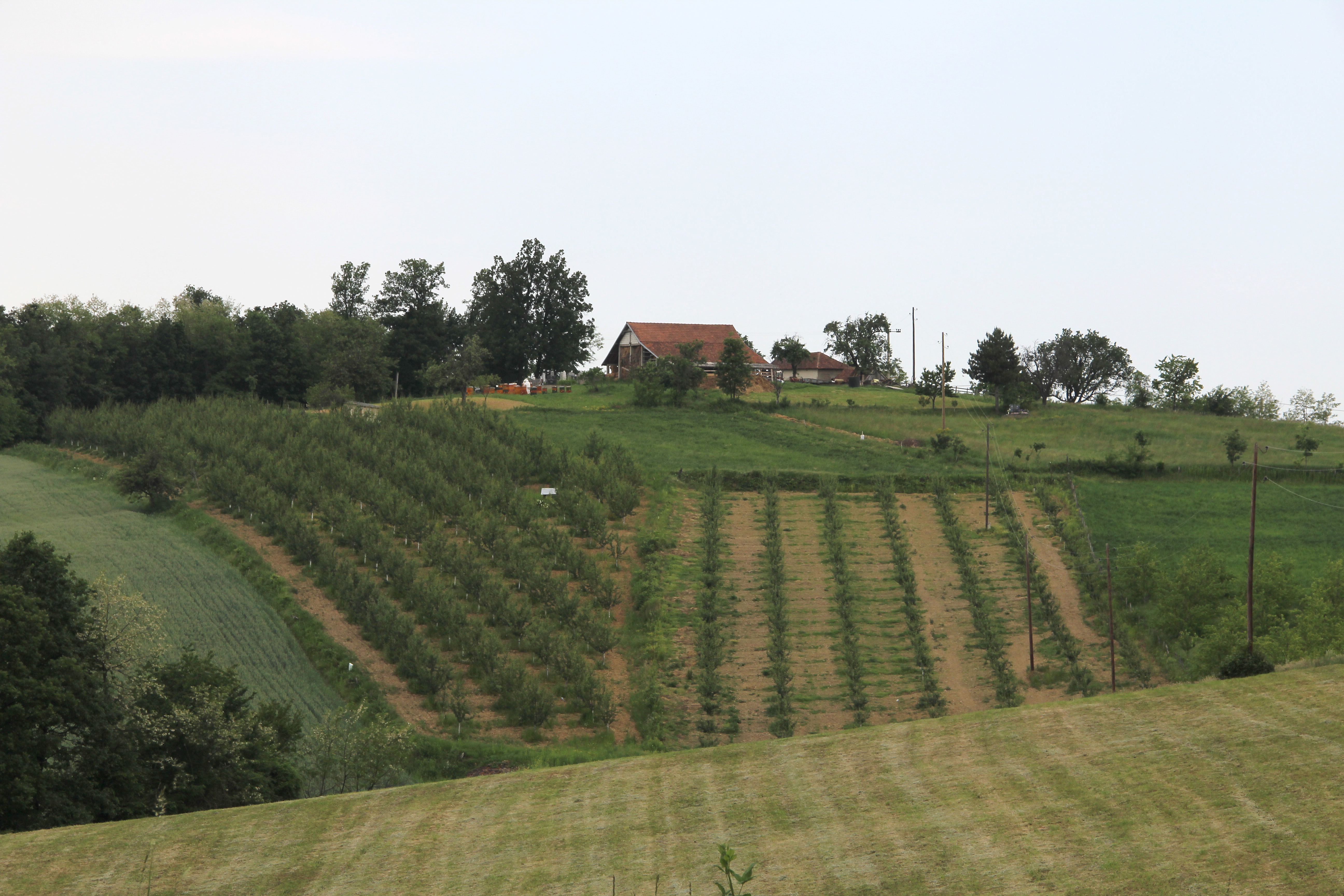
Kotesica - panorama
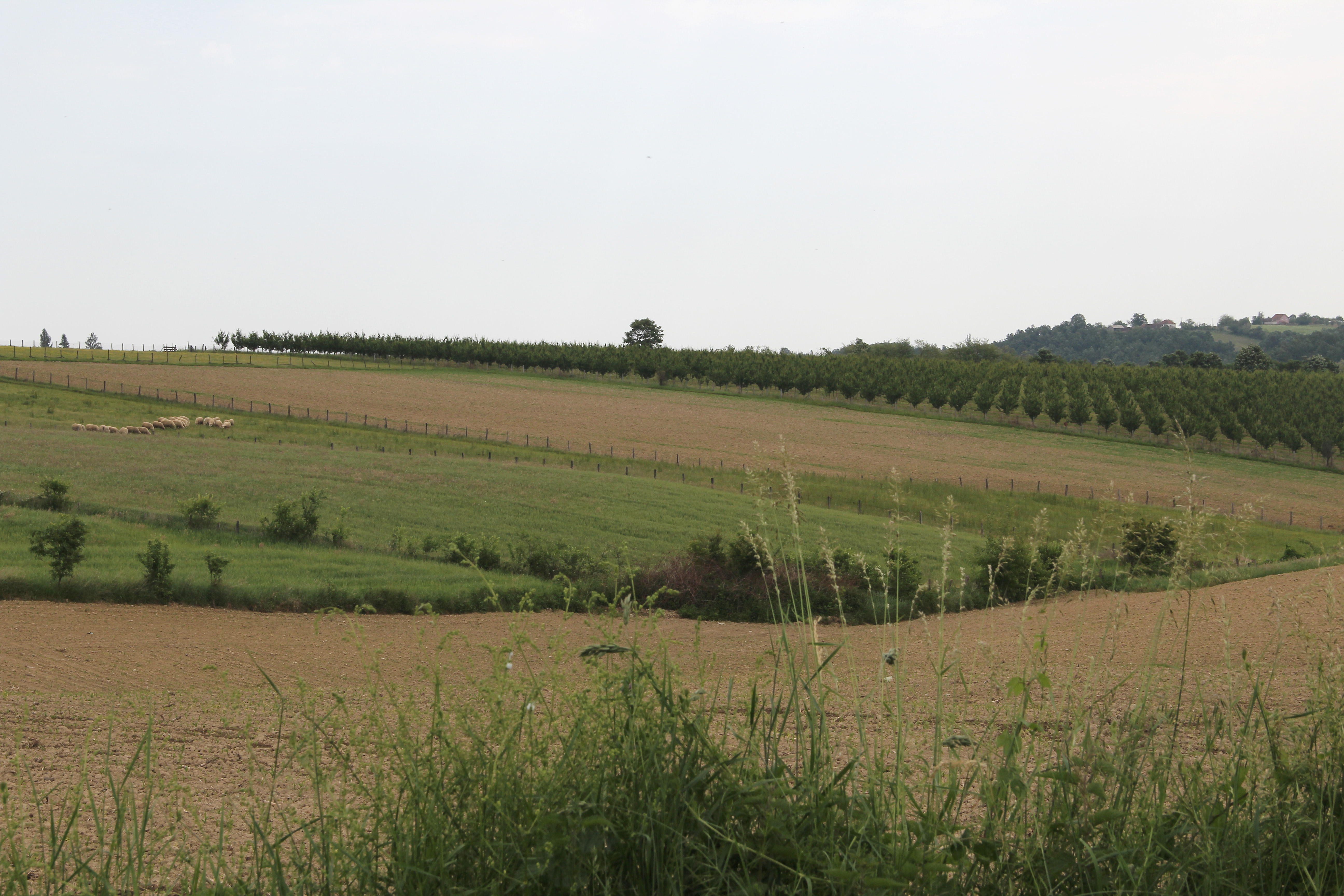
Kotesica - panorama
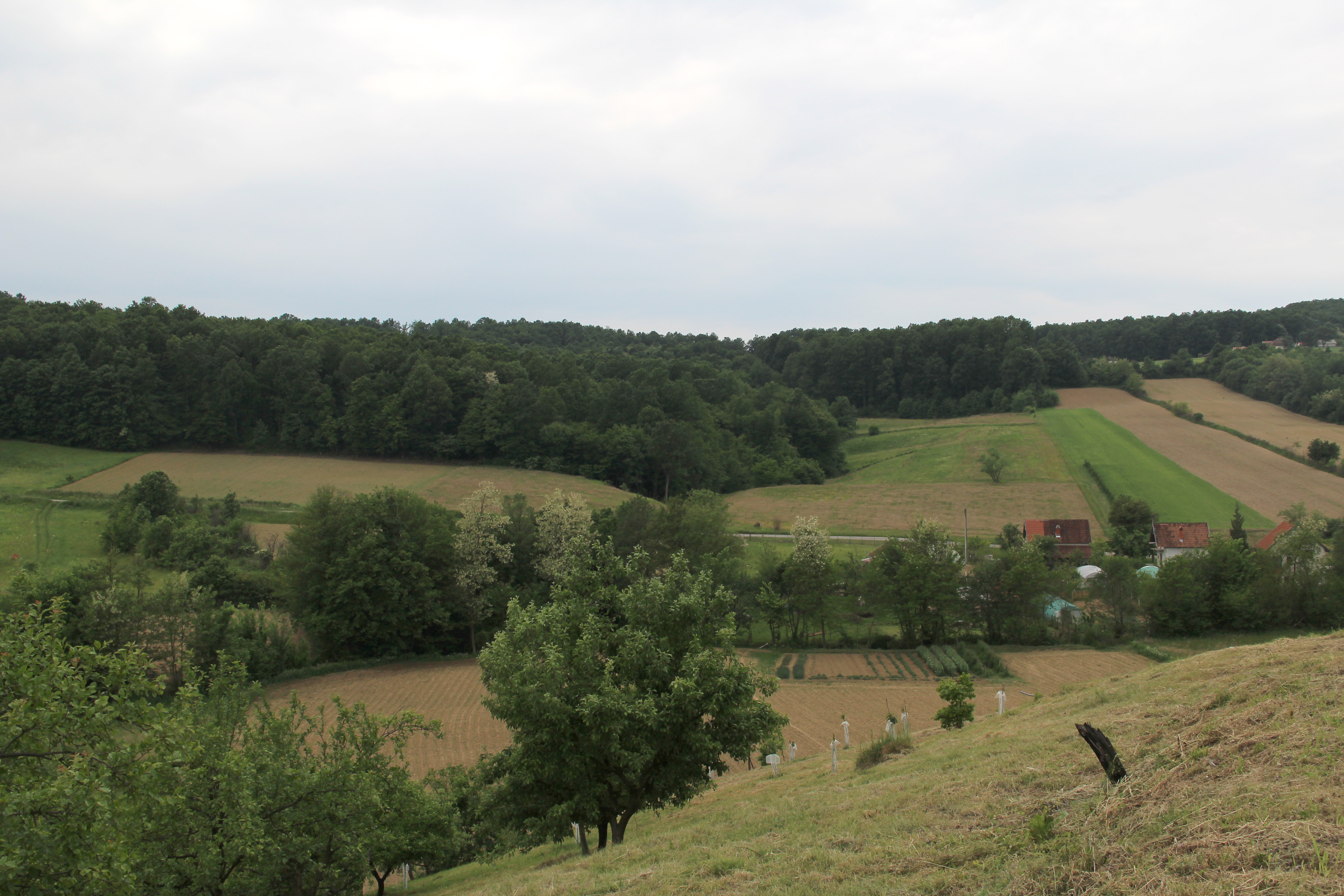
Kotesica - panorama
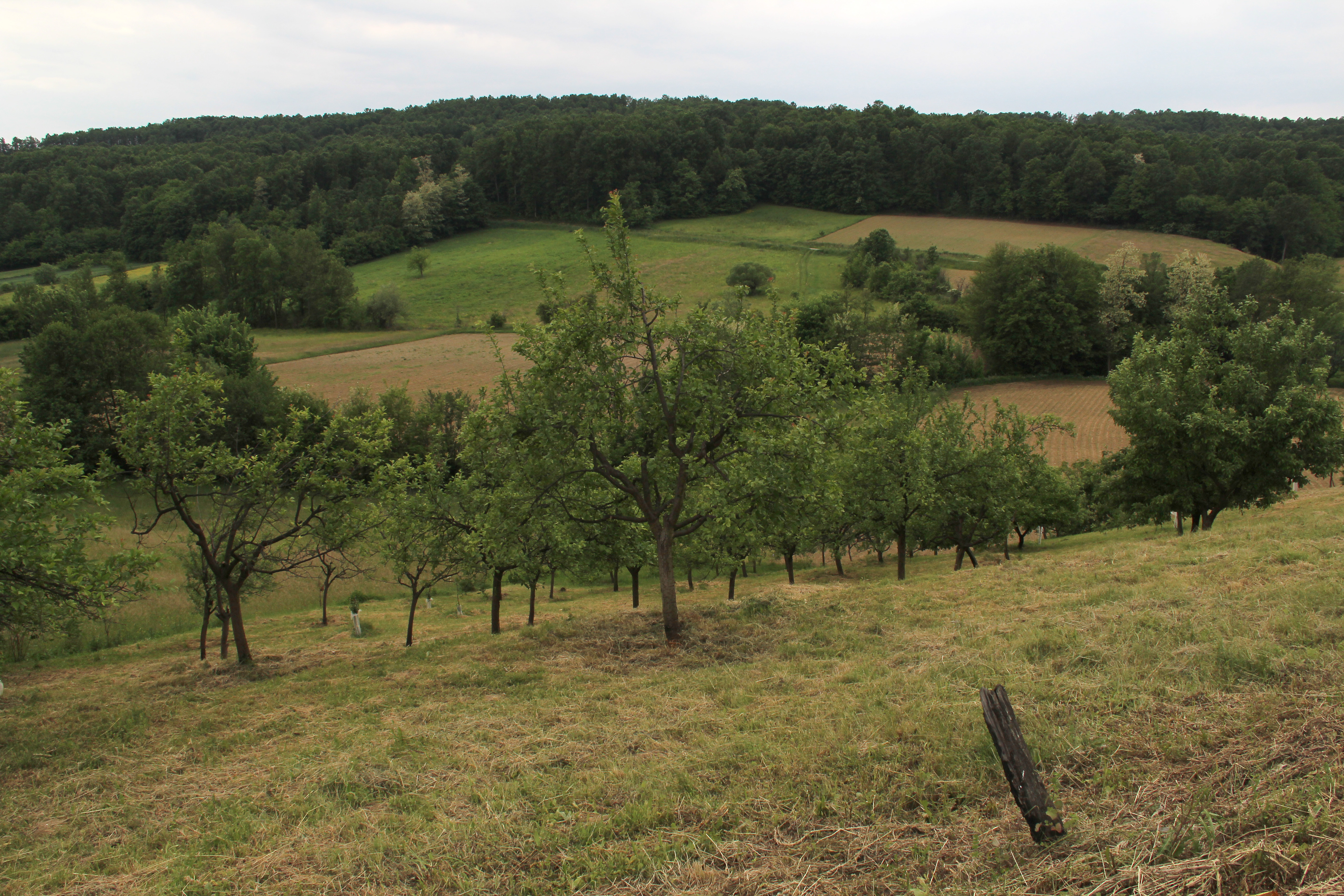
Kotesica - panorama
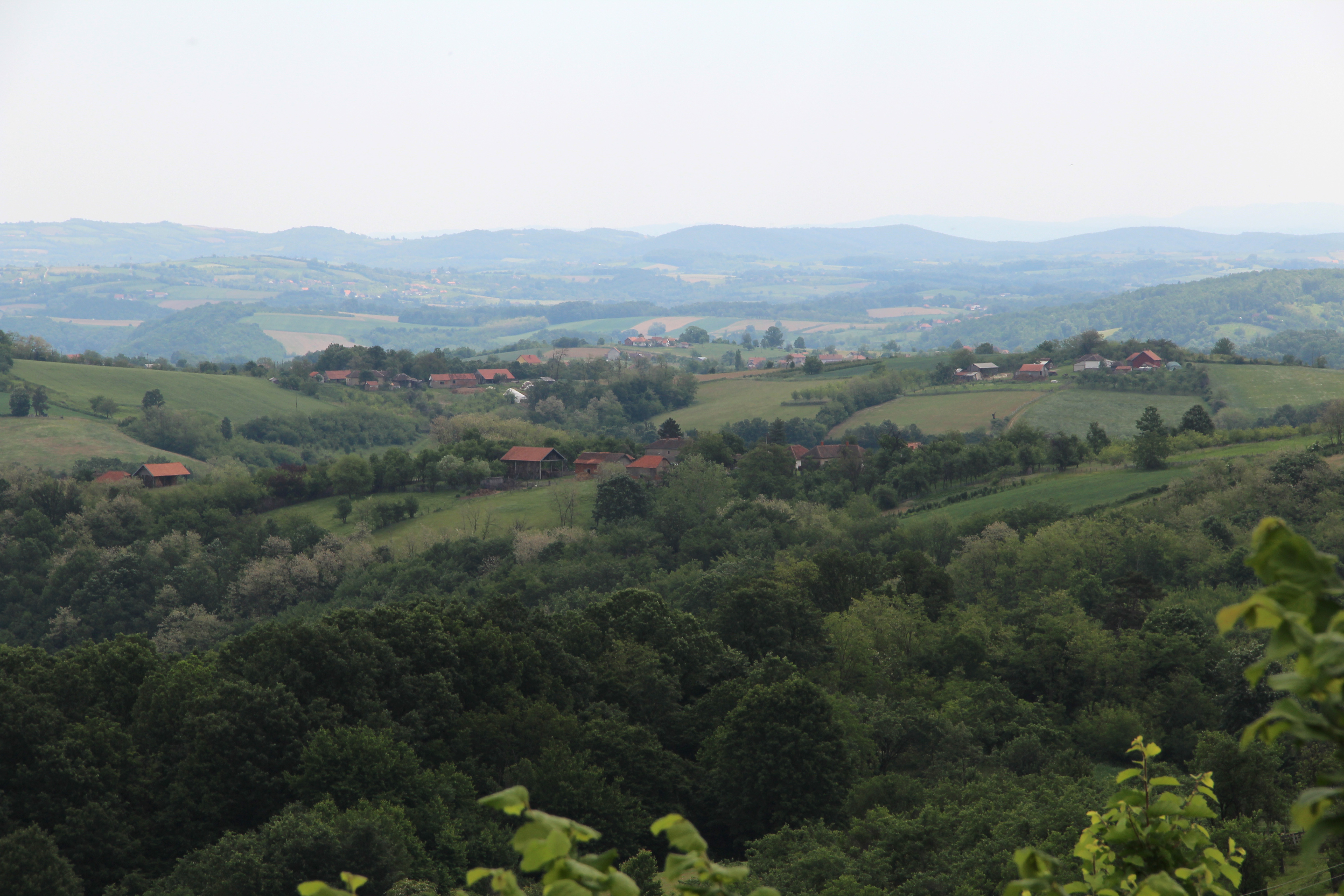
Kotesica - panorama

## Démographie

### Évolution historique de la population
| 1948  | 1953  | 1961  | 1971  | 1981  | 1991 | 2002 | 2011 |
| ----- | ----- | ----- | ----- | ----- | ---- | ---- | ---- |
| 1 406 | 1 412 | 1 342 | 1 183 | 1 071 | 946  | 727  | 566  |

|  |